# Spiegelrelaskop

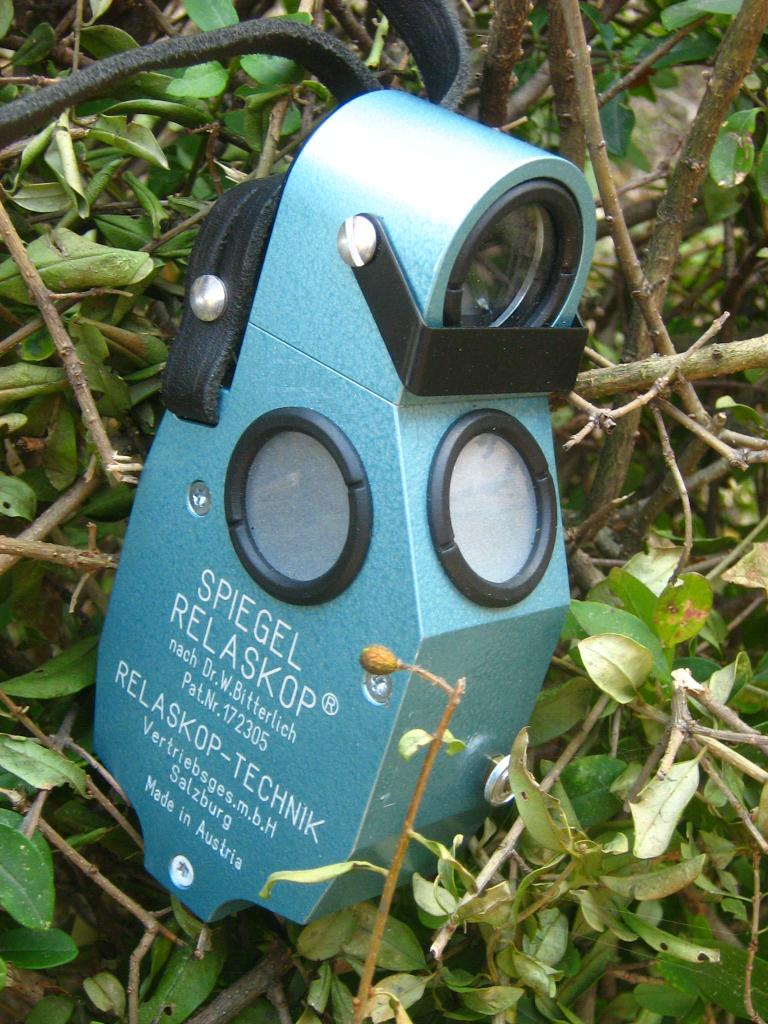
Ein Spiegelrelaskop

Das Spiegelrelaskop ist ein Messinstrument zur Erfassung unterschiedlicher waldwachstumskundlich relevanter Kenngrößen. Es wurde im Jahre 1955 vom Forstwissenschaftler Walter Bitterlich erfunden und wird seitdem in unveränderter Form gebaut. Seither gehört es international zu den wichtigsten Messgeräten der Forstwirtschaft.

## Eigenschaften
Ein Spiegelrelaskop ist eine etwa faustgroße Konstruktion. Mit diesem verhältnismäßig vielseitigen Messinstrument kann man die Winkelzählprobe zur Erfassung der Bestandesgrundfläche durchführen. Diese Größe ist zur Einschätzung des stehenden Holzvorrates in Wäldern wichtig. Außerdem kann man mit Hilfe des Spiegelrelaskops Distanzen optisch messen, (Baum-)Höhen, Stammdurchmesser, Gefälle im Gelände sowie andere spezielle waldwachstumskundliche Kenngrößen bestimmen (absolute Formhöhe, Formzahlen, Schaftvolumen, außerdem die Bestandesmittelhöhe nach Hirata). Bei allen Messungen wird die Neigung automatisch durch das eingebaute Trommelpendel korrigiert. Für genaues Messen kann das Spiegelrelaskop auf ein spezielles Stativ mit feststellbaren Kugelgelenken und ausziehbarer und verschwenkbarer Mittelsäule montiert werden.
Eine Weiterentwicklung des Spiegelrelaskops ist das ebenfalls von Walter Bitterlich zum Zweck von Präzisionsmessungen konstruierte Telerelaskop mit einer 8-fachen Fernrohrvergrößerung.